# La Pallice
La Pallice (auch bekannt als Grand Port Maritime de La Rochelle) ist der 1890 eingeweihte Industriehafen von La Rochelle an der französischen Atlantikküste.

## Geschichte

### Ausbau
Bei den Ausbauarbeiten 1885 wurde während des Sturms in der Nacht des 6. März ein Senkkasten umgeworfen und 20 der 25 Arbeiter starben.

## Beschreibung
Der Hafen kann Schiffe von bis zu 14 m Tiefgang und 100.000 Tonnen aufnehmen. Er hat ein Tankerterminal, ein Passagierterminal und Ro-Ro-Kapazität und ist auch Basis einer Fischfangflotte, die in den 1980er Jahren vom alten Hafen in La Rochelle hierher verlegt wurde. Der Hafen mit seinen 300 ha Wasserfläche und 200 ha Landfläche hat 2800 m Kais, 21 Kräne, 53 Hektar Freiluft-Lagerfläche, 137,5 ha Lagerhallen, zwei Trockendocks und vier Schlepper.

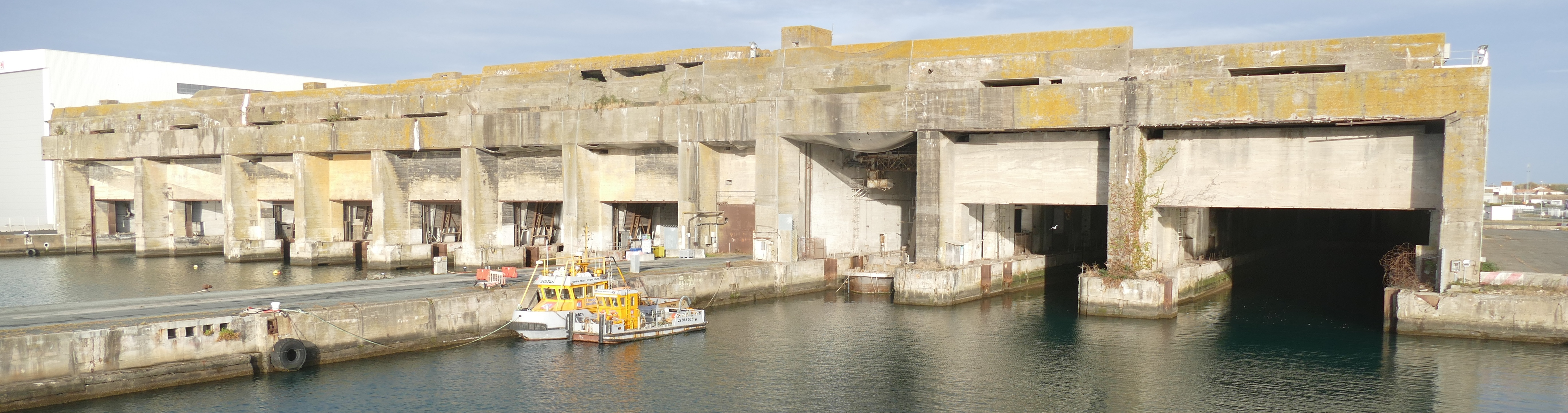
U-Boot-Bunker La Pallice

Der gewaltige U-Boot-Bunker, der von der Organisation Todt ab April 1941 in La Pallice erbaut wurde, steht noch heute.